# Kärlek från vår Gud
Kärlek från vår Gud (danska Kjærlighed fra Gud) är en psalm om Guds kärlek av den danske prästen Jens Nicolai Ludvig Schjørring (1825-1900). Den har ofta använts vid bröllop. Schjørring skrev psalmen i juni år 1854, under den tid han var kaplan i Lyderslev, strax efter förlovningen med en lärardotter som var piga i prästgården och som vårdat honom när han var sjuk. Själv skrev han: 
"Det som förde oss tillsammans var vår längtan efter Guds kärlek och vår önskan att tjäna Herren i hans församling. Marie ville vara tjänarinna, och snart lärde hon sig också att vara en Herrens tjänarinna. Sången är född i stillhet. Den är skriven till min Marie utan andra tankar än att den skulle bli henne till glädje samt enkelt och rakt på sak uttala, vilka känslor som rörde sig hos mig under vår kärleks första möte och tillväxt."
Tre år senare, år 1857, kom texten i tryck. Den blev också medtagen i tilläggen till Roskilde Konvents Psalmebog, samt i Psalmebog för Kirke och hjem 1912. Enligt Frälsningsarméns sångbok 1968 gjordes översättningen till svenska av Sven Johan Ögrim år 1900.
Det finns flera melodier till psalmen. Den mest sjungna är sannolikt den av H S Thompson (A-dur, 4/4), som är en amerikansk vismelodi (”Lilly Dale”) till texten ”’Twas a calm still night” och som vid mitten av 1800-talet kom till Danmark via några mormonmissionärer. 
Den andra melodin (D-dur, 4/4), som i Den svenska psalmboken 1986 är a-melodi, till skillnad från Thompsons som är b-melodi, är komponerad av Johan Peter Emilius Hartmann 1876 och den melodiversion som Koralbok för Nya psalmer, 1921 anger.

## Publicerad i
- Nya psalmer 1921 som nr 585 under rubriken "Det Kristliga Troslivet: Troslivet hos den enskilda människan: Barnaskapet hos Gud i Kristus".
- Fridstoner 1926 som nr 90 under rubriken "Frälsnings- och helgelsesånger".
- Svensk söndagsskolsångbok 1929 som nr 29 under rubriken "III Guds kärlek och omsorg".
- Frälsningsarméns sångbok 1929 som nr 303 under rubriken "Jubel, erfarenhet och vittnesbörd".
- Musik till Frälsningsarméns sångbok 1930 som nr 303.
- Sionstoner 1935 som nr 99 under rubriken "Frälsningens grund i Guds kärlek och förverkligande genom Kristus".
- Förbundstoner 1957 som nr 23 under rubriken "Guds uppenbarelse i Kristus: Guds och Kristi kärlek".
- Segertoner 1960 som nr 95.
- Frälsningsarméns sångbok 1968 som nr 718 under rubriken "Begynnelse Och Avslutning".
- Den svenska psalmboken 1986 som nr 29 under rubriken ”Gud, vår Skapare och Fader”.
- Sångboken 1998 som nr 73.
- Cecilia 2013 som nr 39 under rubriken "Gud Fadern" (Hartmanns melodi).